# 10. U-Flottille
Die 10. U-Flottille (Unterseebootflottille) war ein Verband der deutschen Kriegsmarine während des Zweiten Weltkrieges. Sie war eine der acht deutschen U-Flottillen, deren Boote von den fünf nordfranzösischen Stützpunkten der Kriegsmarine aus operierten. Die 10. U-Flottille war in Lorient stationiert.

## Geschichte
Die 10. U-Flottille wurde im Januar 1942 in Lorient aufgestellt. Sie war ab Juli 1942 dem Führer der U-Boote West unterstellt. Flottillenchef war bis zur Auflösung der Flottille im Oktober 1944 Korvettenkapitän Günter Kuhnke. Stabsquartier der Flottille befand sich in Kernevel, dem ehemaligen Hauptquartier des B.d.U. Karl Dönitz. Die U-Boote der Flottille wurden für ihre Unternehmungen in U-Boot-Bunkern ausgerüstet. Das Personal der Flottille wohnte in einem Barackenlager auf dem Ostufer des Stützpunktes sowie in den Räumlichkeiten der ehemaligen französischen Hafenkaserne und der städtischen Musikschule.

### Flottillenzeichen
Das Wappen der 10. U-Flottille zeigte ein stilisiertes U-Boot vor einem schwarzen Balkenkreuz. Die stilisierte 10,5-cm-Kanone am Bug des Bootes sah aus wie die Zahl 10 und stand somit für die Nummer der Flottille. Das Flottillenzeichen war vom Flottillenchef Kuhnke entworfen worden und wurde von einigen Angehörigen der Flottille auch als Mützenabzeichen getragen.

### Boote der Flottille
Zur 10. U-Flottille gehörten U-Boote des großen Typs IX, ein Typ X B Minenleger und sechs Typ XIV „Milchkühe“:
U 118 U 155 U 158 U 159 U 160 U 163 U 164 U 165 U 166 U 167 U 169 U 170 U 171 U 172 U 174 U 175 U 176 U 177 U 178 U 179 U 181 U 185 U 186 U 187 U 188 U 192 U 193 U 194 U 459 U 460 U 461 U 462 U 463 U 464 U 506 U 508 U 509 U 510 U 511 U 512 U 513 U 514 U 515 U 516 U 517 U 523 U 524 U 525 U 526 U 527 U 528 U 529 U 530 U 533 U 535 U 537 U 539 U 540 U 541 U 542 U 543 U 544 U 546 U 549 U 550 U 804 U 844 U 845 U 846 U 853 U 855 U 857 U 865 U 866 U 1221 U 1222 U 1229 U 1230
Einige der Boote dieser Flottille kamen im Rahmen der Gruppe Monsun zum Einsatz und verlegten ihr Operationsgebiet dementsprechend in den süd-ostasiatischen Seeraum, um im Indischen Ozean und im Arabischen Meer zu patrouillieren. Diese Boote waren zwar weiterhin der 10. U-Flottille zugehörig, aber in japanisch besetzten Stützpunkten, z. B. Penang, Batavia oder Singapur stationiert. Truppendienstlich unterstanden die Besatzungen dem deutschen Marineattaché in Japan und die Kommandanten erhielten ihre Befehle direkt vom B.d.U. Dönitz.

## Ende der 10. U-Flottille
Nach dem Beginn der Befreiung Frankreichs verlegte der F.d.U. West sein Hauptquartier nach Norwegen. Einige U-Flottillen blieben in den nordfranzösischen Stützpunkten bestehen, aber die meisten – auch die 10. U-Flottille – wurden bis Oktober 1944 aufgelöst.